# Баженов, Дмитрий Васильевич
Дмитрий Васильевич Баженов (22 августа 1942 года в с. Саюкино Платоновского района Тамбовской области) — советский и российский врач, доктор медицинских наук, профессор, заведующий кафедрой анатомии человека, проректор по работе с иностранными учащимися и международным связям, заведующий кафедрой анатомии ГБОУ ВПО «Тверская государственная медицинская академия», член-корреспондент Российской академии наук.

## Биография
В 1970 году выпустился с лечебного факультета Калининского государственного медицинского института. Спустя три года стал преподавателем Тверской государственной медицинской академии, становится ассистентом, потом старшим преподавателем, доцентом и профессором. С 1997 года был включен в список членов Российской академии естественных наук. В 1988 году являлся заведующим кафедры анатомии человека, затем деканом по работе с иностранными учащимися. В 1989 году получает звание доктора медицинскоих наук, в 1990 году стал профессором и проректором по работе с иностранными учащимися и международным связям. В 2004 году его избрали членом-корреспондентом Российской академии медицинских наук.

## Награды и звания
- Знак «Отличник здравоохранения СССР»
- Орден «Знак Почета»
- Заслуженный работник Высшей школы Российской Федерации
- Медаль МЧС РФ «Участнику чрезвычайных гуманитарных операций»
- Медаль «За заслуги перед отечественным здравоохранением»
- Орден республики Перу «За заслуги и выдающуюся деятельность с титулом Командора»[3]